# 久賀健治
久賀 健治（くが けんじ、1967年12月27日 - ）は、日本の声優、舞台俳優。山口県出身。所属事務所は賢プロダクション。劇団軌跡主宰。

## 略歴
東京アナウンス学院放送声優科、81プロデュース付属研究科卒業。
2000年より賢プロダクションに所属。
以前は81プロデュースに所属していた。

## 人物
趣味はダンス、演劇鑑賞。特技は芝居の制作、演出、振付。
演劇講師として、若手俳優の指導も行っている。

## 出演

### テレビアニメ
- ダッシュ!四駆郎（1989年、不良、客2）
- 楽しいムーミン一家 冒険日記（1991年、兵士）
- おぼっちゃまくん（1992年、五味尾拾男）
- 超電動ロボ 鉄人28号FX（1992年、マイケル・ジャスティス）
- 炎の闘球児 ドッジ弾平（1992年、男 他）
- 星界の紋章（1999年、ビル）
- 星方天使エンジェルリンクス（1999年）
- それゆけ!宇宙戦艦ヤマモト・ヨーコ（1999年、部下1）
- 王ドロボウJING（2002年）
- こてんこてんこ（2006年、カマキリ、カニ宇宙人）

### 劇場アニメ
- マイマイ新子と千年の魔法（2009年、学者）

### OVA
- 竜世紀（1988年）
- あの子に1000%（1989年、部員A）
- 緑山高校 甲子園編（1990年、北村忠男）
- 水木しげるの妖怪ワールド 恐山物語 (2006年、ほいほい火A）

### ゲーム
- 東京惑星プラネトキオ（1999年、ボロ、トキオタロウ）
- パンツァーフロント（1999年、アーサー）
- 幻想水滸伝IV（2004年、シラミネ、ペック）
- Rhapsodia（2005年、ペック）

### 吹き替え

#### 映画
- ギャラクシー・オブ・テラー/恐怖の惑星（ベイロン副隊長） - TBS版・BD収録
- ワンス・アポン・ア・タイム・イン・チャイナシリーズ（ソー）
  - ワンス・アポン・ア・タイム・イン・チャイナ〜八大天王〜
  - ワンス・アポン・ア・タイム・イン・チャイナ〜少林故事〜
  - ワンス・アポン・ア・タイム・イン・チャイナ〜無頭将軍〜
  - ワンス・アポン・ア・タイム・イン・チャイナ〜辛亥革命〜
  - ワンス・アポン・ア・タイム・イン・チャイナ〜理想年代〜

#### テレビドラマ
- クッキ 〜菊熙〜
- チャームド 〜魔女3姉妹〜

#### アニメ
- キャットドッグ（ウィンズロウ）
- ライオン・キングのティモンとプンバァ

### ボイスオーバー
- マーサ・スチュワートリビング

### テレビドラマ
- 当番弁護士「金融業者殺しの無実を立証できるポケベル援助交際の女子高生を探せ」

### ナレーション
- 峰竜太のホンの昼メシ前

### 舞台
- 赤と朱のラプソディ（赤星）
- アロハ色のヒーロー（八丈勝）
- 一日だけの恋人（杉山剛）
- カレッジ・オブ・ザ・ウィンド（蒲原警部）
- キャンドルは燃えているか（伊丹）
- 銀河旋律（柿本）
- ここだけの話（高倉健作）
- 時間よ朝に還れ（三田）
- 七人のファンタジスタ（高橋直樹）
- 七人の部長（岬）
- time letter　〜春がきたら〜（鈴川銀一郎）
- DEAR MY FRIEND（松本雄一郎）
- ナツヤスミ語辞典（クサナギ）
- 八月のシャハラザード（木島）
- ハックルベリーにさよならを（父さん）
- 広くてすてきな宇宙じゃないか（ヒジカタ）
- FANTASYができるまで（西条ひろみ）
- Fantastic Xmas（中島剛志）
- VERRY MERRY Xmas（青木渉）
- 僕のポケットは星でいっぱい（ヤマノウエ）
- 耳に蚤（カミーユ）
- Merry Xmas for you（キッド）
- 来年の今日もまた（山本満太郎）